# Box-office France 1978
Cet article traite du box-office cinéma de 1978 en France.

## Les millionnaires
Par pays d'origine des films (Pays producteur principal)
- France : 24 films
- États-Unis : 12 films
- Italie : 2 films
- Royaume-Uni : 2 films
- Hong Kong : 1 film
- Total : 41 films

| Classement | Titre                            | Pays                  | Réalisateur                                          | Box-office France |
| ---------- | -------------------------------- | --------------------- | ---------------------------------------------------- | ----------------- |
| 1.         | Midnight Express                 | États-Unis d'Amérique | Alan Parker                                          | 5 973 335 entrées |
| 2.         | La Cage aux folles               |                       | Édouard Molinaro                                     | 5 406 614 entrées |
| 3.         | Grease                           | États-Unis d'Amérique | Randal Kleiser                                       | 5 329 875 entrées |
| 4.         | La Fièvre du samedi soir         | États-Unis d'Amérique | John Badham                                          | 4 361 587 entrées |
|            | Cendrillon (rep)                 | États-Unis d'Amérique | Clyde Geronimi / Wilfred Jackson / Hamilton Luske    | 4 000 000 entrées |
| 5.         | Rencontres du troisième type     | États-Unis d'Amérique | Steven Spielberg                                     | 3 115 787 entrées |
| 6.         | La Coccinelle à Monte-Carlo      | États-Unis d'Amérique | Vincent McEveety                                     | 2 977 303 entrées |
| 7.         | Les Dents de la mer, 2e partie   | États-Unis d'Amérique | Jeannot Szwarc                                       | 2 967 354 entrées |
| 8.         | La Carapate                      |                       | Gérard Oury                                          | 2 923 257 entrées |
| 9.         | La Zizanie                       | Claude Zidi           | 2 798 787 entrées                                    |                   |
| 10.        | L'Hôtel de la plage              | Michel Lang           | 2 771 917 entrées                                    |                   |
| 11.        | Je suis timide mais je me soigne | Pierre Richard        | 2 534 702 entrées                                    |                   |
| 12.        | Les Bronzés                      | Patrice Leconte       | 2 308 644 entrées                                    |                   |
| 13.        | Une histoire simple              |                       | Claude Sautet                                        | 2 295 317 entrées |
| 14.        | Le Jeu de la mort                |                       | Bruce Lee / Robert Clouse                            | 2 256 892 entrées |
| 15.        | Emmanuelle 2                     |                       | Francis Giacobetti                                   | 2 249 707 entrées |
| 16.        | Pair et Impair                   |                       | Sergio Corbucci                                      | 1 964 902 entrées |
| 17.        | Comment se faire réformer        |                       | Philippe Clair                                       | 1 963 906 entrées |
| 18.        | La Clé sur la porte              | Yves Boisset          | 1 893 163 entrées                                    |                   |
| 19.        | L'Amour violé                    | Yannick Bellon        | 1 859 481 entrées                                    |                   |
| 20.        | Tendre Poulet                    | Philippe de Broca     | 1 790 827 entrées                                    |                   |
| 21.        | Peter et Elliott le dragon       | États-Unis d'Amérique | Don Chaffey                                          | 1 743 242 entrées |
| 22.        | Molière                          |                       | Ariane Mnouchkine                                    | 1 545 881 entrées |
| 23.        | Le Pion                          |                       | Christian Gion                                       | 1 453 597 entrées |
| 24.        | La Petite                        | États-Unis d'Amérique | Louis Malle                                          | 1 448 335 entrées |
| 25.        | La Ballade des Dalton            |                       | René Goscinny / Morris / Henri Gruel / Pierre Watrin | 1 444 877 entrées |
| 26.        | L'Arbre aux sabots               |                       | Ermanno Olmi                                         | 1 352 184 entrées |
| 27.        | Préparez vos mouchoirs           |                       | Bertrand Blier                                       | 1 321 087 entrées |
| 28.        | Et vive la liberté !             |                       | Serge Korber                                         | 1 277 646 entrées |
| 29.        | Le Convoi                        | États-Unis d'Amérique | Sam Peckinpah                                        | 1 277 071 entrées |
| 30.        | Mort sur le Nil                  |                       | John Guillermin                                      | 1 242 888 entrées |
| 31.        | Vas-y maman                      |                       | Nicole de Buron                                      | 1 210 816 entrées |
| 32.        | Piranhas                         | États-Unis d'Amérique | Joe Dante                                            | 1 169 784 entrées |
| 33.        | Driver                           | États-Unis d'Amérique | Walter Hill                                          | 1 102 183 entrées |
| 34.        | Violette Nozière                 |                       | Claude Chabrol                                       | 1 074 507 entrées |
| 35.        | Une femme libre                  | États-Unis d'Amérique | Paul Mazursky                                        | 1 070 496 entrées |
| 36.        | Va voir maman, papa travaille    |                       | François Leterrier                                   | 1 051 955 entrées |
| 37.        | Les Oies sauvages                |                       | Andrew V. McLaglen                                   | 1 037 275 entrées |
| 38.        | L'État sauvage                   |                       | Francis Girod                                        | 1 032 264 entrées |
| 39.        | Les Bidasses au pensionnat       | Michel Vocoret        | 1 032 046 entrées                                    |                   |
| 40.        | Robert et Robert                 | Claude Lelouch        | 1 020 933 entrées                                    |                   |
| 41.        | L'Argent des autres              | Christian de Chalonge | 1 007 967 entrées                                    |                   |

## Les records par semaine
| Semaines    | Titre                              | Pays                                               | Réalisateur                                       | Entrées |
| ----------- | ---------------------------------- | -------------------------------------------------- | ------------------------------------------------- | ------- |
| 1re semaine | La Zizanie                         |                                                    | Claude Zidi                                       | 789 770 |
| 2e semaine  | Cendrillon                         |                                                    | Clyde Geronimi / Wilfred Jackson / Hamilton Luske | 615 353 |
| 3e semaine  | Cendrillon                         | 591 016                                            | Clyde Geronimi / Wilfred Jackson / Hamilton Luske |         |
| 4e semaine  | Les Aventures de Bernard et Bianca | Wolfgang Reitherman / John Lounsbery / Art Stevens | 527 180                                           |         |
| 5e semaine  | Les Dents de la mer, 2e partie     | Jeannot Szwarc                                     | 521 214                                           |         |
| 6e semaine  | La Carapate                        |                                                    | Gérard Oury                                       | 477 034 |
| 7e semaine  | Grease                             |                                                    | Randal Kleiser                                    | 475 415 |
| 8e semaine  | Les Dents de la mer, 2e partie     | Jeannot Szwarc                                     | 406 808                                           |         |
| 9e semaine  | Grease                             | Randal Kleiser                                     | 404 934                                           |         |
| 10e semaine | La Zizanie                         |                                                    | Claude Zidi                                       | 393 386 |

## Box-office par semaine
| #  | Semaine                           | Film no 1                          | Pays            | Entrées         |
| -- | --------------------------------- | ---------------------------------- | --------------- | --------------- |
| 1  | 1er janvier au 10 janvier 1978    | Les Aventures de Bernard et Bianca |                 | 527 180 entrées |
| 2  | 11 janvier au 17 janvier 1978     | Diabolo menthe                     |                 | 246 688 entrées |
| 3  | 18 janvier au 24 janvier 1978     | Préparez vos mouchoirs             |                 | 205 471 entrées |
| 4  | 25 janvier au 31 janvier 1978     | L'Hôtel de la plage                |                 | 236 154 entrées |
| 5  | 1er février au 7 février 1978     | L'Hôtel de la plage                | 222 713 entrées |                 |
| 6  | 8 février au 14 février 1978      | La Coccinelle à Monte-Carlo        |                 | 298 379 entrées |
| 7  | 15 février au 21 février 1978     | La Coccinelle à Monte-Carlo        | 318 198 entrées |                 |
| 8  | 22 février au 28 février 1978     | La Coccinelle à Monte-Carlo        | 275 867 entrées |                 |
| 9  | 1er mars au 7 mars 1978           | La Coccinelle à Monte-Carlo        | 227 179 entrées |                 |
| 10 | 8 mars au 14 mars 1978            | Rencontres du troisième type       | 246 929 entrées |                 |
| 11 | 15 mars au 21 mars 1978           | Rencontres du troisième type       | 391 941 entrées |                 |
| 12 | 22 mars au 28 mars 1978           | La Zizanie                         |                 | 789 770 entrées |
| 13 | 29 mars au 4 avril 1978           | La Zizanie                         | 513 795 entrées |                 |
| 14 | 5 avril au 11 avril 1978          | La Zizanie                         | 393 386 entrées |                 |
| 15 | 12 avril au 18 avril 1978         | La Fièvre du samedi soir           |                 | 275 431 entrées |
| 16 | 19 avril au 25 avril 1978         | La Fièvre du samedi soir           | 218 205 entrées |                 |
| 17 | 26 avril au 2 mai 1978            | La Fièvre du samedi soir           | 265 361 entrées |                 |
| 18 | 3 mai au 9 mai 1978               | La Fièvre du samedi soir           | 250 116 entrées |                 |
| 19 | 10 mai au 16 mai 1978             | La Fièvre du samedi soir           | 206 819 entrées |                 |
| 20 | 17 mai au 23 mai 1978             | La Fièvre du samedi soir           | 164 486 entrées |                 |
| 21 | 24 mai au 30 mai 1978             | La Petite                          | 193 063 entrées |                 |
| 22 | 31 mai au 6 juin 1978             | La Petite                          | 159 268 entrées |                 |
| 23 | 7 juin au 13 juin 1978            | La Petite                          | 160 753 entrées |                 |
| 24 | 14 juin au 20 juin 1978           | Robert et Robert                   |                 | 166 152 entrées |
| 25 | 21 juin au 27 juin 1978           | Robert et Robert                   | 137 690 entrées |                 |
| 26 | 28 juin au 4 juillet 1978         | Robert et Robert                   | 128 035 entrées |                 |
| 27 | 5 juillet au 11 juillet 1978      | Robert et Robert                   | 119 089 entrées |                 |
| 28 | 12 juillet au 18 juillet 1978     | La Fièvre du samedi soir           |                 | 70 003 entrées  |
| 29 | 19 juillet au 25 juillet 1978     | La Fièvre du samedi soir           | 87 617 entrées  |                 |
| 30 | 26 juillet au 1er août 1978       | La Fièvre du samedi soir           | 70 839 entrées  |                 |
| 31 | 2 août au 8 août 1978             | Brigade mondaine                   |                 | 98 381 entrées  |
| 32 | 9 août au 15 août 1978            | Vas-y maman                        | 137 536 entrées |                 |
| 33 | 16 août au 22 août 1978           | Vas-y maman                        | 142 188 entrées |                 |
| 34 | 23 août au 29 août 1978           | Je suis timide mais je me soigne   | 162 723 entrées |                 |
| 35 | 30 août au 5 septembre 1978       | Je suis timide mais je me soigne   | 165 724 entrées |                 |
| 36 | 6 septembre au 12 septembre 1978  | Je suis timide mais je me soigne   | 260 358 entrées |                 |
| 37 | 13 septembre au 19 septembre 1978 | Grease                             |                 | 475 415 entrées |
| 38 | 20 septembre au 26 septembre 1978 | Grease                             | 404 934 entrées |                 |
| 39 | 27 septembre au 3 octobre 1978    | Grease                             | 364 192 entrées |                 |
| 40 | 4 octobre au 10 octobre 1978      | Grease                             | 327 294 entrées |                 |
| 41 | 11 octobre au 17 octobre 1978     | Grease                             | 338 788 entrées |                 |
| 42 | 18 octobre au 24 octobre 1978     | La Carapate                        |                 | 302 617 entrées |
| 43 | 25 octobre au 31 octobre 1978     | La Carapate                        | 477 034 entrées |                 |
| 44 | 1er novembre au 7 novembre 1978   | La Carapate                        | 375 468 entrées |                 |
| 45 | 8 novembre au 14 novembre 1978    | La Cage aux folles                 |                 | 292 620 entrées |
| 46 | 15 novembre au 21 novembre 1978   | La Cage aux folles                 | 254 622 entrées |                 |
| 47 | 22 novembre au 28 novembre 1978   | Les Bronzés                        |                 | 221 470 entrées |
| 48 | 29 novembre au 5 décembre 1978    | Une histoire simple                |                 | 350 374 entrées |
| 49 | 6 décembre au 12 décembre 1978    | Les Dents de la mer, 2e partie     |                 | 406 808 entrées |
| 50 | 13 décembre au 19 décembre 1978   | Les Dents de la mer, 2e partie     | 521 214 entrées |                 |
| 51 | 20 décembre au 26 décembre 1978   | Cendrillon (reprise)               | 591 016 entrées |                 |
| 52 | 27 décembre au 31 décembre 1978   | Cendrillon (reprise)               | 615 353 entrées |                 |